# Kroppsjön, Uppland
Kroppsjön är en sjö i Uppsala kommun i Uppland och ingår i Skeboåns huvudavrinningsområde. Kroppsjön ligger i Kroppsjön Natura 2000-område.